# 竺叔兰
竺叔兰，南亚天竺人，为西晋时期佛经翻译师。
早年随家人避难至河南，其精通梵文汉语。元康元年，翻译《首楞严经》（二卷）、《异维摩诘经》，并与无罗叉合译《放光般若经》。